# Straight Shooting
Straight Shooting és una pel·lícula estatunidenca de cinema mut dirigida per John Ford i estrenada l'any 1917.	

## Argument
Un grup de vaquers pretén expulsar tots els grangers de la zona, per la qual cosa no dubtaran a emprar els mètodes més expeditius...

## Crítica
Un dels primers llargmetratges de John Ford, on es recrea la tradicional i dura lluita entre ramaders i agricultors en el far west. El primer enllaç és el de major qualitat.

## Repartiment
- Harry Carey: Cheyenne Harry
- Duke R. Lee: Thunder Flint
- George Berrell: Sweet Water Sims
- Molly Malone: Joan Sims
- Ted Brooks: Ted Sims
- Hoot Gibson: Danny Morgan (crèdits)/Sam Turner (títols)
- Milton Brown: Black-Eyed Pete
- Vester Pegg: Placer Fremont